# Gunnar Nilsson
Gunnar Axel Arid Nilsson (20. listopadu 1948, Helsingborg, Švédsko - 20. října 1978, Londýn, Spojené království) byl švédský pilot Formule 1, historicky třetí Švéd, který dokázal vyhrát velkou cenu Grand Prix ve Formuli 1.

## Život
Začínal se závody nižších formulí a peníze (ovšem vždy pouze v nejnutnější výši) dostával od své matky, která sice jeho závodní sklony neviděla ráda, ale nakonec se vždy rozhodla syna podpořit. Jeho kariéru automobilového závodníka z počátku provázely nehody, ale také dílčí úspěchy, které ho postupně přivedly do týmu March ve stáji Formule 2, kde si ho všiml šéf stáje Lotus Colin Chapman, který po vyhrocení jeho vztahů s Ronnie Petersonem se dohodl s Maxem Mosleyem, šéfem stáje March, na výměně Petersona za Nilssona. Nilsson do stáje Lotus přešel na začátku sezóny 1976. Svým výkonem překvapil již ve svém třetím závodě (Grand Prix Španělska), kde získal třetí místo. Jeho postavení v Lotusu se změnilo s příchodem zkušeného Maria Andrettiho, ale švédský pilot to přijímal s úsměvem a poznámkou, že má aspoň dobrého učitele.
Svou první sezónu Formule 1 skončil se ziskem deseti bodů. Smlouvu se stájí Lotus podepsal i pro sezónu 1977. V první polovině šampionátu se mu dařilo a v Grand Prix Belgie v deštivém závodě dosáhl prvního vítězství. Jediní Švédové, kteří dokázali zvítězit ve Formuli 1 před ním, byli Jo Bonnier a Ronnie Peterson.
Na sklonku roku 1977 začal pociťovat úporné bolesti hlavy, proto podstoupil odborné vyšetření. Byla mu diagnostikována rakovina žaludku, proto změnil původní plán odejít do týmu Arrows a začal se léčit. V době léčení chemoterapií lékaři mu diagnostikovali ještě tumor mozku. Jeho stav se stále více zhoršoval, přesto spolu s dalšími slavnými Švédy, jako byl Ingemar Stenmark, Björn Borg či skupina ABBA založil nadaci, jejímž cílem byl výzkum a boj proti rakovině. Naposledy se na veřejnosti objevil při pohřbu Ronnie Petersona, který zahynul na následky nehody v Grand Prix Itálie 1978.
Dva roky po jeho smrti se na kontě nadace, která nesla jeho jméno, sešlo na milion liber a v nemocnici Charring Cross mohlo být otevřeno oddělení zabývající se výzkumem rakoviny, jak si to tento závodník před svou smrtí přál. Slavnostnímu předání tohoto oddělení nemocnici byli přítomni vdova po Ronnie Petersonovi Barbro Peterson a mistr světa ve Formuli 1 z roku 1976 James Hunt.